# Novo antissemitismo
Novo antissemitismo refere-se a novas formas de antissemitismo desenvolvidas no final do século XX e no início do século XXI. Segundo os proponentes desse conceito, essas  novas formas tenderiam a se manifestar como oposição ao sionismo e crítica ao governo de Israel.:279-300 O conceito está incluído em algumas definições de antissemitismo, como a definição de trabalho do antissemitismo da IHRA e o teste dos três "Ds" [en] (deslegitimização, demonização e duplo padrão de julgamento) de identificação do antissemitismo.
Em linhas gerais, o conceito postula que, entre o final do século XX e o início do século XXI, a maior parte daquilo que se alega ser uma simples crítica política a Israel é de fato uma demonização do estado judeu e representa uma reciclagem de antigos preconceitos antissemitas, antes centrados na religião (rejeição aos judeus deicidas) ou em uma suposta "raça judia". Manifestações do novo antissemitismo, tais como o ressurgimento dos ataques aos judeus e seus símbolos, além da crescente difusão do discurso público antissemita, ocorreriam em todo o mundo.
Os defensores desse conceito consideram que o antissionismo, o antiamericanismo, a antiglobalização, o terceiro-mundismo,  o anticomunismo do passado (por meio do conceito de "judaico-bolchevismo"), bem como a demonização de Israel, podem abrigar ou se basear em uma ideologia antissemita ou, ainda, constituir formas disfarçadas de antissemitismo. Segundo eles, o novo antissemitismo seria uma inovação nascida da oposição ao sionismo e ao Estado de Israel e que emanaria simultaneamente da extrema-esquerda, da extrema-direita e do Islã fundamentalista.:296-297
Os oponentes do conceito alegam que este trivializa o significado do antissemitismo, equiparando todas as críticas políticas a sentimentos irracionais de rejeição, e todas as formas de antissionismo ao antissemitismo. Essa trivialização é obtida por meio de uma definição muito estreita da crítica à política israelense e muito ampla do que seria demonização do Estado judeu, instrumentalizando a rejeição legítima ao antissemitismo para sufocar o debate. Para o cientista político Norman Finkelstein, o novo antissemitismo é um argumento utilizado periodicamente desde os anos 1970 por várias organizações, tais como a  Liga Antidifamação, "não para combater o antissemitismo mas para explorar o sofrimento histórico dos judeus, com o objetivo tornar Israel imune a críticas".